# Siata
Siata var en italiensk biltillverkare som verkade i Turin mellan 1926 och 1970. Namnet Siata är en akronym för Societa Italiana Applicazioni Trasformazioni Automobilistiche.
Georgio Ambrosini byggde ursprungligen trimsatser till främst Fiat-bilar. Efter andra världskriget byggde man kompletta sportbilar, baserade på Fiat-komponenter

## Bildgalleri

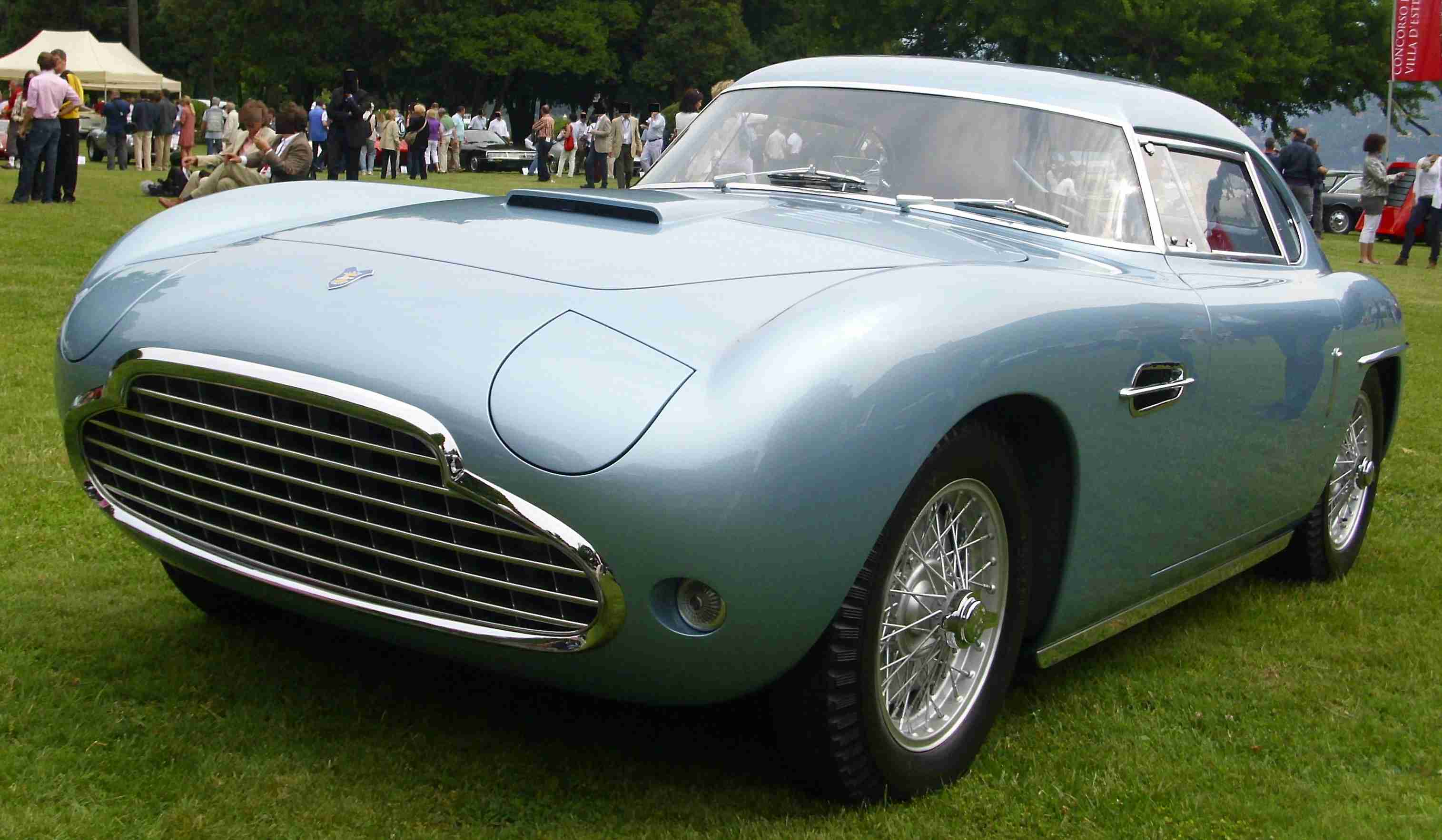
Siata 208S 1953.
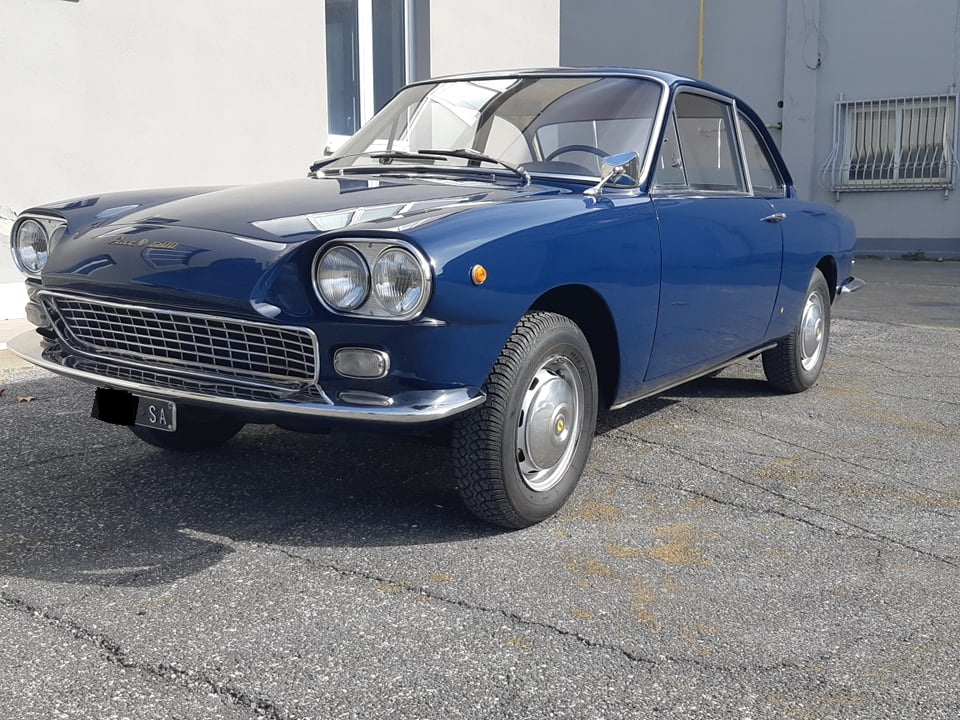
Siata 1500 TS 1963.
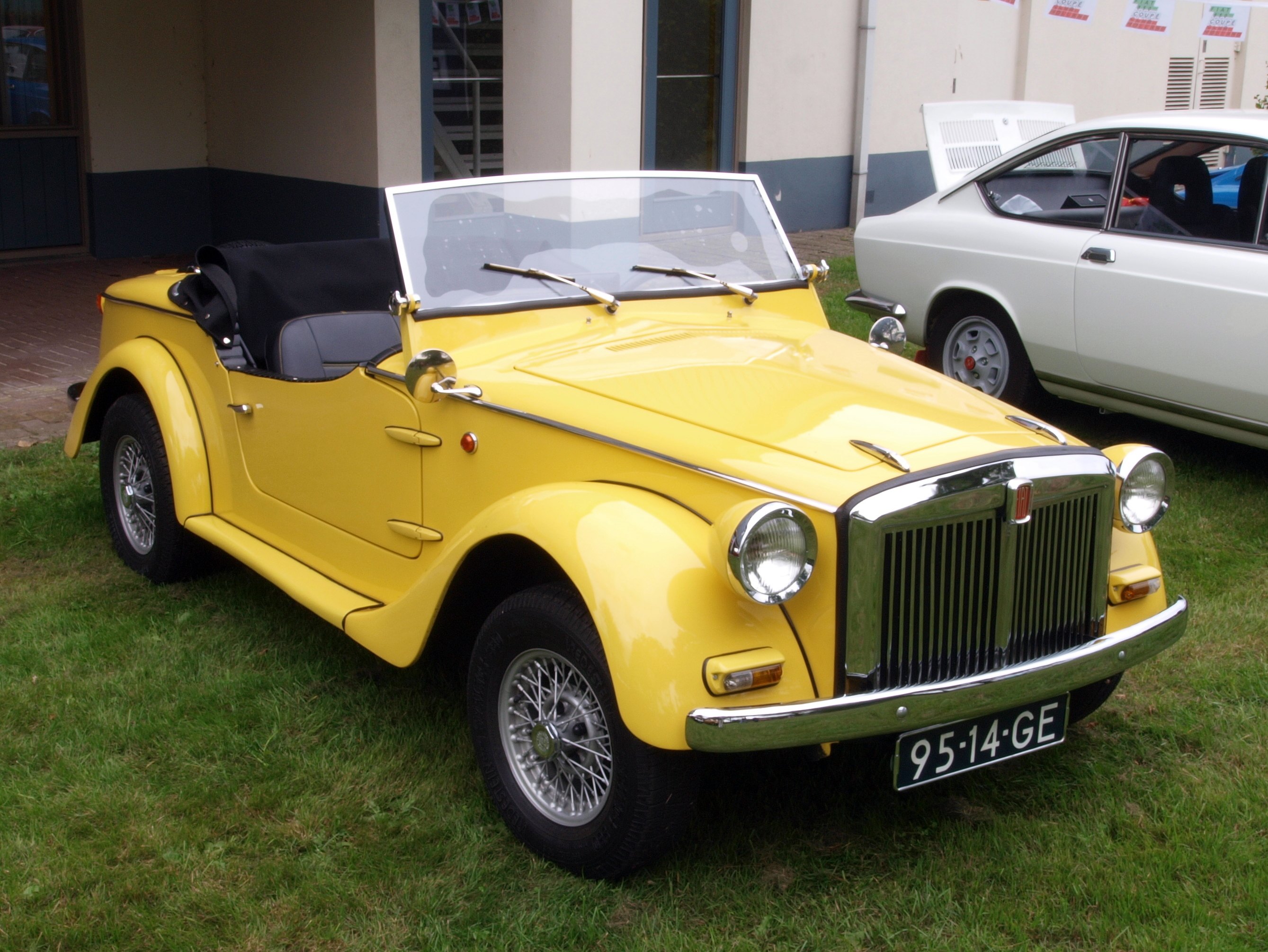
Siata Spring 1968.